# سیمونه ماشارلی
سیمونه ماشارلی (ایتالیایی: Simone Masciarelli؛ زادهٔ ۲ ژانویهٔ ۱۹۸۰) دوچرخه‌سوار اهل ایتالیا است.